# Santa Ponça
Santa Ponça és una urbanització turística i residencial i una antiga possessió del terme de Calvià, a Mallorca. Està situada entre les Rotes Velles i el Toro; i s'estén de la platja de Santa Ponça —pel Puig de la Morisca— fins a les Penyes Roges, per tota la zona litoral de davant el Malgrat.

## Topònim
Santa Ponça és un fals hagiotopònim, atès que no existeix cap santa que s'anomenàs Ponça o, si més no, no hi ha constància que n'hi hagi hagut cap. Està documentat des dels primers anys de la Conquesta, ja amb aquesta forma, i també està documentat en època islàmica com a Šanat Būṣa, a la crònica àrab de la Conquesta. Segons Joan Coromines, es tracta d'un antic hagiotopònim corromput, preservat en el romanç precatalà, el qual reconstrueix en llatí Sanctus Pontius > * Santo Ponço, adaptat en català a Santa Ponça. En canvi, d'altres suggereixen que l'element Ponça és una corrupció d'un substantiu, que podria ser portum o bé pontem.

## Història
La contrada és habitada d'ençà de temps prehistòrics, com ho demostra l'evidència arqueològica del Puig de la Morisca, jaciment d'època talaiòtica ocupat també en època islàmica. L'origen del topònim remet a una vil·la romana (la vil·la romana de la Mesquida?) que es deia Sancta Pontia.
Santa Ponça és un indret clau en la conquesta de Mallorca pel fet que fou allà on desembarcà el rei Jaume I durant la Conquesta de Mallorca el 10 de setembre de 1229, gesta que és homenatjada durant les festes patronals.

### La possessió
Abans del desenvolupament turístic, Santa Ponça era una gran possessió costanera que tenia els orígens en una antiga alqueria islàmica; i que, després de la Conquista, correspongué a Berenguer de Palou, bisbe de Barcelona, en les terres del qual el segle xiv es formaria la Baronia del Pariatge.
Durant tota l'edat mitjana i fins al segle xx, l'aprofitament de les terres se centrava en la part interior, mentre que la costa romania poc explotada, atesa la presència d'un salobrar a les platges de Santa Ponça i Magaluf, que fins al segle xix foren focus d'infeccions i paludisme, a més del perill que suposaven els pirates. La costa de Calvià tenia una clara dependència de l'interior, i principalment era un lloc de pas de la gran ciutat de Mallorca o de la vila d'Andratx, i així la majoria dels pobladors (amos de possessió, missatges, talaiers, roters, picapedrers, trencadors de marès…) generalment no eren del terme sinó d'altres indrets de Mallorca. Aquesta despersonalització i la dependència exterior van marcar moltíssim l'esdevenidor de Peguera i altres nuclis turístics, poc vertebrats i mantinguts units de manera forçada.
El 1566, el senyor de Santa Ponça adquirí la possessió de la Porrassa, i de llavors ençà la propietat de totes dues possessions recaigué sobre la mateixa persona. El segle xix, la possessió es dedicava principalment a l'agricultura. També s'hi documenta un nombre significatiu de pedreres de guix, sis molins fariners i una certa activitat pesquera, que perdurà fins als anys setanta, quan es va construir el port esportiu. Santa Ponça era una de les grans propietats del terme de Calvià: el 1871 ocupava més de 6.000 quarterades, gairebé un 30% del terme. A tall d'exemple, el 1887 hi residien l'amo i la madona, el capellà, una cuinera amb dues criades, un pagès amb la seva dona, 21 jornalers, un pastor i tres garriguers.

### La urbanització
La possessió de Santa Ponça es va establir l'any 1925, quan els hereus del Marquès de la Torre vengueren la seva part de l'herència, per establir-hi un nucli turístic de cases de segona residència. Antoni Parietti volgué dur a terme un pla urbanístic més ambiciós l'any 1929, però no reeixí; i finalment la urbanització de la zona no començà fins al 1954, quan es va fer el projecte definitiu, a càrrec del mateix Parietti. Amb el desarrollismo arribà el boom turístic, que portà els primers hotels a la localitat, cap als anys seixanta. Fou aleshores que, atrets per l'oferta de feina que hi havia en la construcció i en el sector turístic, s'hi establí un bon nombre d'immigrants procedents d'Espanya. Compta amb xarxa de clavegueram de 1970 ençà, amb aigua corrent de 1974 ençà i amb línia de busos de 1962 ençà.

## Les cases de la possessió
Les cases de l'antiga possessió estan situades vora l'autopista, a la sortida 17.

## La platja
Santa Ponça és una localitat principalment turística, i per això un dels llocs més importants de la localitat és la platja. A Santa Ponça es forma una badia petita que compta amb dues platges. La més important és la platja homònima, de més d'un quilòmetre de llargada i d'arena fina i situada al final de la badia, a la desembocadura del torrent. També hi ha una petita cala a la part sud de la badia, el Caló d'en Pellicer, al peu del Puig de la Morisca. Antigament també es podia practicar el bany a la Caleta, però actualment hi ha un port esportiu i no és apta per al bany.

## Festes i esdeveniments
En les seves festes patronals, se celebra una batalla a la platja, anomenada de moros i cristians, que commemora la batalla del Rei en Jaume contra els sarraïns. Les festes del Rei en Jaume a Calvià commemoren, amb una certa teatralització, les batalles produïdes a les costes de Santa Ponça.

## Serveis
El nucli compta amb una oferta turística notable. L'oci nocturn es basa en els locals d'oci per als i les turistes i les persones residents, però també sol oferir concerts i espectacles a l'aire lliure. L'ambient nocturn de Santa Ponça té tocs que recorden el barri de Temple Bar de Dublín, puix que una bona part dels locals ofereixen als clients la interpretació en viu de música folk irlandesa.
A part dels serveis hotelers que ofereix com a lloc turístic d'importància, hi ha negocis de lloguers de motos aquàtiques, mini creuers o acadèmies de submarinisme.

## Esports
El CE Santa Ponça (en castellà, Club Deportivo Santa Ponsa) fou fundat el 1982, i després de set temporades aconseguí l'ascens a Segona Divisió B, una gesta que tan sols han assolit onze equips mallorquins. La temporada següent baixà a tercera, i l'estiu de 1990 acordà una fusió amb els veïns CADe Peguera i el CE Maganova per a unir forces i formar un sol club, el Platges de Calvià. Vestia de samarreta verda i calçons i calces blancs, i jugava al Camp Municipal de Santa Ponça.
El 1994 diversos antics directius del CE Santa Ponça refundaren el club amb el nom de Recreatiu Club Esportiu Santa Ponça (en castellà, Recreativo Club Deportivo Santa Ponsa), el qual va desaparèixer l'any 2008; finalment, l'any 2010 es fa fundar el Santa Ponça CF, l'equip que actualment representa la localitat. Tant l'RCE Santa Ponça com el Santa Ponça CF juguen al mateix camp que el CE Santa Ponça, vesteixen igual i tenen un escut gairebé igual.
El Club Nàutic de Santa Ponça es fundà l'any 1971, el qual organitza les regates Rei en Jaume.